# Copa del Mundo de ciclismo en pista de 2006-2007
La Copa del Mundo de ciclismo en pista de 2006-2007 fue la 15.ª edición de la Copa del Mundo de ciclismo en pista. Se celebró del 17 de noviembre de 2006 al 25 de febrero de 2007 con la disputa de cuatro pruebas.

## Pruebas
| Fecha                      | Lugar       |
| -------------------------- | ----------- |
| 17-19 de noviembre de 2006 | Sídney      |
| 15-17 de diciembre de 2006 | Moscú       |
| 19-21 de enero de 2007     | Los Ángeles |
| 23-25 de febrero de 2007   | Manchester  |

## Resultados

### Masculinos
| Evento                  | Ganador                                                                | Segundo                                                         | Tercero                                                               |
| Sídney                  | Sídney                                                                 | Sídney                                                          | Sídney                                                                |
| ----------------------- | ---------------------------------------------------------------------- | --------------------------------------------------------------- | --------------------------------------------------------------------- |
| Keirin                  | Theo Bos                                                               | Ryan Bayley                                                     | René Wolff                                                            |
| Km. contrarreloj        | Chris Hoy                                                              | Jason Queally                                                   | Tim Veldt                                                             |
| Velocidad               | Craig McLean                                                           | Ross Edgar                                                      | Teun Mulder                                                           |
| Velocidad por equipos   | Ross Edgar Chris Hoy Craig McLean                                      | Theo Bos Teun Mulder Tim Veldt                                  | Science in Sport Matthew Crampton Jason Queally Jamie Staff           |
| Persecución             | Alexander Serov                                                        | Robert Bengsch                                                  | Phillip Thuaux                                                        |
| Persecución por equipos | Mijaíl Ignátiev Ivan Rovni Alexander Serov Nikolái Trusov              | Michael Mørkøv Casper Jørgensen Jens-Erik Madsen Alex Rasmussen | Roman Kononenko Lyubomyr Polatayko Maxim Polischuk Vitali Sxèdov      |
| Puntuación              | Mijaíl Ignátiev                                                        | Gregory Henderson                                               | Vasil Kirienka                                                        |
| Scratch                 | Vasil Kirienka                                                         | Giuseppe Atzeni                                                 | Wim Stroetinga                                                        |
| Madison                 | Mijaíl Ignátiev Nikolái Trusov                                         | Michael Mørkøv Alex Rasmussen                                   | Sebastián Donadío Jorge Pi                                            |
| Moscú                   |                                                                        |                                                                 |                                                                       |
| Keirin                  | Andriy Vynokourov                                                      | Teun Mulder                                                     | Mickaël Bourgain                                                      |
| Km. contrarreloj        | Michael Seidenbecher                                                   | Kévin Sireau                                                    | Yevgen Bolirukh                                                       |
| Velocidad               | Theo Bos                                                               | Stefan Nimke                                                    | Craig McLean                                                          |
| Velocidad por equipos   | Matthew Crampton Craig McLean Jason Kenny                              | Theo Bos Teun Mulder Tim Veldt                                  | Grégory Baugé Mickaël Bourgain Kévin Sireau                           |
| Persecución             | Robert Bartko                                                          | Rob Hayles                                                      | Paul Manning                                                          |
| Persecución per equipos | Recycling.co.uk Edward Clancy Chris Newton Geraint Thomas Paul Manning | Ivan Kovaliov Ivan Rovni Alexander Serov Nikolái Trusov         | Robert Bartko Robert Bengsch Guido Fulst Leif Lampater                |
| Puntuación              | Mijaíl Ignátiev                                                        | Vassil Kirienka                                                 | Oleksandr Polivoda                                                    |
| Scratch                 | Ivan Kovaliov                                                          | Mitchell Docker                                                 | Martin Bláha                                                          |
| Madison                 | Jens Mouris Danny Stam                                                 | Omnibike Dynamo Moscow Konstantin Ponomarev Aleksei Schmidt     | Michael Mørkøv Alex Rasmussen                                         |
| Los Ángeles             |                                                                        |                                                                 |                                                                       |
| Keirin                  | Chris Hoy                                                              | Ross Edgar                                                      | Shane Perkins                                                         |
| Km. contrarreloj        | François Pervis                                                        | Carsten Bergemann                                               | Yusho Oikawa                                                          |
| Velocidad               | Grégory Baugé                                                          | Roberto Chiappa                                                 | Ross Edgar                                                            |
| Velocidad por equipos   | Matthew Crampton Chris Hoy Jamie Staff                                 | Grégory Baugé Kévin Sireau François Pervis                      | Science in Sport Ross Edgar Jason Queally Jason Kenny                 |
| Persecución             | Vitali Popkov                                                          | Fabien Sanchez                                                  | Valeri Valinin                                                        |
| Persecución por equipos | Lyubomyr Polatayko Vitali Sxèdov Vitali Popkov Maxim Polischuk         | Casper Jørgensen Alex Rasmussen Michael Mørkøv Jens-Erik Madsen | Valeri Valinin Vasily Khatuntsev Konstantin Ponomarev Aleksei Schmidt |
| Puntuación              | Cameron Meyer                                                          | Chris Newton                                                    | Sergey Kolesnikov                                                     |
| Scratch                 | Russell Hampton                                                        | Wim Stroetinga                                                  | Walter Fernando Pérez                                                 |
| Madison                 | Michael Mørkøv Alex Rasmussen                                          | Kenny De Ketele Steve Schets                                    | Konstantin Ponomarev Aleksei Schmidt                                  |
| Manchester              |                                                                        |                                                                 |                                                                       |
| Keirin                  | Shane Perkins                                                          | Qi Tang                                                         | Hodei Mazkiaran                                                       |
| Km. contrarreloj        | Chris Hoy                                                              | François Pervis                                                 | Tim Veldt                                                             |
| Velocidad               | Arnaud Tournant                                                        | Chris Hoy                                                       | Mickaël Bourgain                                                      |
| Velocidad por equipos   | Ross Edgar Chris Hoy Craig McLean                                      | Robert Förstemann Matthias John Michael Seidenbecher            | Southaustralia.com-AIS Shane Perkins Scott Sunderland Ryan Bayley     |
| Persecución             | Bradley Wiggins                                                        | Alexander Serov                                                 | Bradley McGee                                                         |
| Persecución por equipos | Edward Clancy Robert Hayles Bradley Wiggins Paul Manning               | Alexei Bauer Evgeny Kovalev Ivan Kovaliov Nikolái Trusov        | Team 100% Me Jonathan Bellis Steven Burke Ben Swift Andrew Tennant    |
| Puntuación              | Serguéi Klímov                                                         | Ioánnis Tamourídis                                              | Juan Esteban Curuchet                                                 |
| Scratch                 | Rafał Ratajczyk                                                        | Roger Kluge                                                     | Charles Bradley Huff                                                  |
| Madison                 | Jens Mouris Peter Schep                                                | Robert Hayles Geraint Thomas                                    | Mijaíl Ignátiev Nikolái Trusov                                        |

### Femeninos
| Evento                | Ganadora                     | Segunda                      | Tercera                         |
| Sídney                | Sídney                       | Sídney                       | Sídney                          |
| --------------------- | ---------------------------- | ---------------------------- | ------------------------------- |
| Keirin                | Guo Shuang                   | Jennie Reed                  | Dana Glöss                      |
| 500 m. contrarreloj   | Anna Meares                  | Simona Krupeckaitė           | Yvonne Hijgenaar                |
| Velocidad             | Natallia Tsylinskaya         | Victoria Pendleton           | Clara Sanchez                   |
| Velocidad por equipos | Anna Meares Kerrie Meares    | Dana Glöss Jane Gerisch      | Sandie Clair Virginie Cueff     |
| Persecución           | Katie Mactier                | Wendy Houvenaghel            | Vilija Sereikaitė               |
| Puntuación            | Katherine Bates              | Giorgia Bronzini             | Li Yan                          |
| Scratch               | Vera Koedooder               | Charlotte Becker             | Alena Prudnikova                |
| Moscú                 |                              |                              |                                 |
| Keirin                | Victoria Pendleton           | Christin Muche               | Dana Gloss                      |
| 500 m. contrarreloj   | Lisandra Guerra              | Natallia Tsylinskaya         | Simona Krupeckaitė              |
| Velocidad             | Natallia Tsylinskaya         | Lisandra Guerra              | Simona Krupeckaitė              |
| Velocidad por equipos | Yvonne Hijgenaar Willy Kanis | Dana Glöss Jane Gerisch      | Sandie Clair Virginie Cueff     |
| Persecución           | Wendy Houvenaghel            | Rebecca Romero               | Larissa Kleinmann               |
| Puntuación            | Giorgia Bronzini             | Yoanka González              | Yulia Arustamova                |
| Scratch               | Annalisa Cucinotta           | Léssia Kalitovska            | Yoanka González                 |
| Los Ángeles           |                              |                              |                                 |
| Keirin                | Daniela Larreal              | Guo Shuang                   | Jennie Reed                     |
| 500 m. contrarreloj   | Lisandra Guerra              | Willy Kanis                  | Guo Shuang                      |
| Velocidad             | Anna Meares                  | Clara Sanchez                | Jane Gerisch                    |
| Velocidad por equipos | Yvonne Hijgenaar Willy Kanis | Kaarle McCulloch Anna Meares | Yumari González Lisandra Guerra |
| Persecución           | Sarah Hammer                 | Verena Jooß                  | María Luisa Calle               |
| Puntuación            | Sarah Hammer                 | Yoanka González              | Leire Olaberría                 |
| Scratch               | Sarah Hammer                 | Rebecca Quinn                | Adrie Visser                    |
| Manchester            |                              |                              |                                 |
| Keirin                | Victoria Pendleton           | Oksana Gríxina               | Guo Shuang                      |
| 500 m. contrarreloj   | Victoria Pendleton           | Yvonne Hijgenaar             | Anna Blyth                      |
| Velocidad             | Victoria Pendleton           | Guo Shuang                   | Anna Meares                     |
| Velocidad por equipos | Yvonne Hijgenaar Willy Kanis | Anna Blyth Shanaze Reade     | Kristine Bayley Anna Meares     |
| Persecución           | Wendy Houvenaghel            | Rebecca Romero               | Alison Shanks\|                 |
| Puntuación            | Yoanka González              | Belinda Goss                 | Mie Bekker Lacota               |
| Scratch               | Jianling Wang                | Belinda Goss                 | Yumari González                 |

## Clasificaciones

### Países
| Rang | País/Equip         | Sídney | Moscou | Los Ángeles | Manchester | Total |
| ---- | ------------------ | ------ | ------ | ----------- | ---------- | ----- |
| 1    | Países Bajos       | 99     | 79     | 67          | 97         | 338   |
| 2    | Alemania           | 75     | 132    | 59          | 46         | 312   |
| 3    | Reino Unido        | 50     | 84     | 52          | 117        | 303   |
| 4    | Rusia              | 90     | 70     | 51          | 66         | 277   |
| 5    | Australia          | 103    | 29     | 53          | 79         | 264   |
| 6    | Francia            | 54     | 53     | 91          | 66         | 264   |
| 7    | Scienceinsport.com | 38     | 12     | 33          | 60         | 148   |
| 8    | China              | 37     | 22     | 27          | 52         | 138   |
| 9    | Italia             | 42     | 43     | 42          | 2          | 129   |
| 10   | Ucrania            | 29     | 45     | 43          | 11         | 128   |

### Masculinos
| Pos. | Ciclista          | Syd | Mos | LAn | Man | Pts |
| 1.   | Shane Perkins     | -   | -   | 8   | 12  | 20  |
| 2.   | Andriy Vynokourov | -   | 12  | -   | 1   | 13  |
| 3.   | Theo Bos          | 12  | -   | -   | -   | 12  |
|      | Chris Hoy         | -   | -   | 12  | -   | 12  |
|      | Teun Mulder       | -   | 10  | -   | 2   | 12  |

| Pos. | Ciclista          | Syd | Mos | LAn | Man | Pts |
| 1.   | Chris Hoy         | 12  | -   | -   | 12  | 24  |
| 2.   | François Pervis   | -   | -   | 12  | 10  | 22  |
| 3.   | Tim Veldt         | 8   | -   | -   | 8   | 16  |
|      | Yevgen Bolirukh   | 2   | 8   | -   | 6   | 16  |
| 5.   | Carsten Bergemann | 4   | -   | 10  | -   | 14  |

| Pos. | Ciclista        | Syd | Mos | LAn | Man | Pts |
| 1.   | Craig McLean    | 12  | 8   | -   | -   | 20  |
| 2.   | Ross Edgar      | 10  | -   | 8   | -   | 18  |
| 3.   | Mark French     | 7   | 6   | -   | 3   | 16  |
|      | Chris Hoy       | -   | -   | 6   | 10  | 16  |
| 5.   | Arnaud Tournant | 2   | -   |     | 12  | 14  |

| Pos. | Ciclista        | Syd | Mos | LAn | Man | Pts |
| 1.   | Alexander Serov | 12  | 7   | -   | 10  | 29  |
| 2.   | Jens Mouris     | 7   | 6   | -   | 7   | 20  |
| 3.   | Fabien Sanchez  | 2   | -   | 10  | 2   | 14  |
| 4.   | Sergi Escobar   | -   | -   | 7   | 6   | 13  |
| 5.   | Robert Bartko   | -   | 12  | -   | -   | 12  |

| Pos. | Equip        | Syd | Mos | LAn | Man | Pts |
| 1.   | Reino Unido  | 12  | 12  | 12  | 12  | 48  |
| 2.   | Alemania     | 6   | 7   | 7   | 10  | 30  |
| 3.   | Francia      | 5   | 8   | 10  | -   | 23  |
| 4.   | Países Bajos | 10  | 10  | -   | -   | 20  |
| 5.   | Japón        | 1   | 6   | 4   | 6   | 17  |

| Pos. | Equip         | Syd | Mos | LAn | Man | Pts |
| 1.   | Rusia         | 12  | 8   | 8   | 10  | 38  |
| 2.   | Ucrania       | 8   | 7   | 12  | -   | 27  |
| 3.   | Reino Unido   | -   | 6   | 7   | 12  | 25  |
| 4.   | Dinamarca     | 10  | 2   | 10  | 1   | 23  |
| 5.   | Nueva Zelanda | 5   | 3   | 6   | 6   | 20  |

| Pos. | Ciclista        | Syd | Mos | LAn | Man | Pts |
| 1.   | Vassil Kirienka | 12  | 6   | -   | -   | 18  |
|      | Wim Stroetinga  | 8   | -   | 10  | -   | 18  |
|      | Rafał Ratajczyk | -   | -   | 6   | 12  | 18  |
| 4.   | Russell Hampton | -   | -   | 12  | 1   | 13  |
| 5.   | Ivan Kovaliov   | -   | 12  | -   | -   | 12  |

| Pos. | Ciclista     | Syd | Mos | LAn | Man | Pts |
| 1.   | Países Bajos | 7   | 12  | 4   | 12  | 35  |
| 2.   | Dinamarca    | 10  | 8   | 12  | 4   | 34  |
| 3.   | Rusia        | 12  | 3   | 8   | 8   | 31  |
| 4.   | Argentina    | 8   | -   | 7   | 5   | 20  |
| 5.   | Reino Unido  | -   | 7   | -   | 10  | 17  |

#### Puntuación
| Pos. | Ciclista           | Syd | Mos | LAn | Man | Pts |
| 1.   | Mijaíl Ignátiev    | 12  | 12  | -   | -   | 24  |
| 2.   | Vasil Kirienka     | 8   | 10  | -   | -   | 18  |
| 3.   | Ioánnis Tamourídis | 5   | -   | -   | 10  | 15  |
| 4.   | Cameron Meyer      | -   | -   | 12  | -   | 12  |
|      | Serguéi Klímov     | -   | -   | -   | 12  | 12  |

### Femeninos
| Pos. | Ciclista           | Syd | Mos | LAn | Man | Pts |
| 1.   | Guo Shuang         | 12  | -   | 10  | 8   | 30  |
| 2.   | Victoria Pendleton | -   | 12  | -   | 12  | 24  |
| 3.   | Oksana Gríxina     | 7   | 4   | -   | 10  | 21  |
| 4.   | Jennie Reed        | 10  | -   | 8   | -   | 18  |
| 5.   | Dana Glöss         | 8   | 8   | -   | -   | 16  |

| Pos. | Ciclista              | Syd | Mos | LAn | Man | Pts |
| 1.   | Lisandra Guerra       | -   | 12  | 12  | -   | 24  |
| -.   | Yvonne Hijgenaar      | 8   | 6   | -   | 10  | 24  |
| 3.   | Simona Krupeckaitė    | 10  | 8   | -   | -   | 18  |
| 4.   | Natàl·lia Tsilínskaia | 7   | 10  | -   | -   | 17  |
| 5.   | Guo Shuang            | 6   | -   | 8   | -   | 14  |

| Pos. | Ciclista             | Syd | Mos | LAn | Man | Pts |
| 1.   | Victoria Pendleton   | 10  | 4   | -   | 12  | 26  |
| -.   | Anna Meares          | 6   | -   | 12  | 8   | 26  |
| 3.   | Natallia Tsylinskaya | 12  | 12  | -   | -   | 24  |
| 4.   | Clara Sanchez        | 8   | -   | 10  | -   | 18  |
| 5.   | Guo Shuang           | 5   | -   | -   | 10  | 15  |

| Pos. | Ciclista          | Syd | Mos | LAn | Man | Pts |
| 1.   | Wendy Houvenaghel | 10  | 12  | -   | 12  | 34  |
| 2.   | Rebecca Romero    | -   | 10  | -   | 10  | 20  |
| 3.   | Alison Shanks     | 7   | 8   | -   | 8   | 15  |
| -.   | Liza Bochkariova  | 5   | 5   | 5   | -   | 15  |
| 5.   | Cathy Moncassin   | -   | 7   | 6   | -   | 13  |

| Pos. | Equip        | Syd | Mos | LAn | Man | Pts |
| 1.   | Países Bajos | -   | 12  | 12  | 12  | 36  |
| 2.   | Australia    | 12  | -   | 10  | 8   | 30  |
| 3.   | Rusia        | 6   | 7   | 6   | 5   | 24  |
| 4.   | Francia      | 8   | 8   | -   | 7   | 23  |
| 5.   | Alemania     | 10  | 10  | 2   | -   | 22  |

| Pos. | Ciclista         | Mos | LAn | Man | Cop | Pts |
| 1.   | Yoanka González  | -   | 10  | 10  | 12  | 32  |
| 2.   | Giorgia Bronzini | 10  | 12  | 2   | -   | 24  |
| 3.   | Yulia Arustamova | 7   | 8   | -   | -   | 15  |
| 4.   | Li Yan           | 8   | 6   | -   | -   | 14  |
| 5.   | Charlotte Baker  | 6   | -   | 7   | -   | 13  |

| \| Pos. \| Ciclista \| Syd \| Mos \| LAn \| Man \| Pts \| \| 1. \| Yumari González \| - \| 7 \| 4 \| 8 \| 19 \| \| 2. \| Annalisa Cucinotta \| - \| 12 \| 6 \| - \| 18 \| \| 3. \| Yulia Arustamova \| 7 \| - \| 7 \| - \| 14 \| \| 4. \| Jianling Wang \| - \| - \| - \| 12 \| 12 \| \| -. \| Sarah Hammer \| - \| - \| 12 \| - \| 12 \| \| -. \| Vera Koedooder \| 12 \| - \| - \| - \| 12 \| |                    |     |     |     |     |     |
| Pos. | Ciclista           | Syd | Mos | LAn | Man | Pts |
| 1. | Yumari González    | -   | 7   | 4   | 8   | 19  |
| 2. | Annalisa Cucinotta | -   | 12  | 6   | -   | 18  |
| 3. | Yulia Arustamova   | 7   | -   | 7   | -   | 14  |
| 4. | Jianling Wang      | -   | -   | -   | 12  | 12  |
| -. | Sarah Hammer       | -   | -   | 12  | -   | 12  |
| -. | Vera Koedooder     | 12  | -   | -   | -   | 12  |